# Гайя, Хосе Луис
Хосе́ Луи́с Гайя́ Пе́нья (исп. José Luis Gayá Peña; род. 25 мая 1995, Педрегер) — испанский футболист, защитник и капитан клуба «Валенсия» и сборной Испании. Полуфиналист чемпионата Европы 2020 года.

## Клубная карьера
Хосе Луис — воспитанник системы «Валенсии». За вторую команду клуба, «Месталью», он дебютировал в сезоне 2011/12, но провёл всего один матч. Начиная с сезона 2012/13 игрок стал одним из основных игроков второй команды «Валенсии». 30 октября 2012 года Хосе Луис дебютировал за «Валенсию» в кубковом матче с «Льягостерой». 12 декабря 2013 года он дебютировал в еврокубках, целиком отыграв матч группового этапа Лиги Европы против «Кубани». Первый гол за «Валенсию» забил 26 сентября 2014 года в матче против «Кордовы».
В сезоне 2014/15 стал основным левым защитником команды. За сезон он провёл 37 матчей во всех турнирах и забил 2 гола.
8 мая 2015 года подписал новый контракт до 2020 года с опцией выкупа за 50 миллионов евро.
В марте 2020 года Хосе Луис и его товарищи по команде Эсекьель Гарай и Эльяким Мангала дали положительный результат на COVID-19 во время пандемии коронавируса в Испании. В августе того же года из-за экономических последствий пандемии на продажу был выставлен весь состав, кроме него.

## Карьера в сборной
Игрок выступал за различные юношеские сборные команды Испании. Он принимал участие на таких турнирах, как чемпионат Европы 2013 (до 19) и чемпионат мира по футболу среди молодёжных команд 2013.
11 сентября 2018 года дебютировал в национальной сборной Испании, полностью отыграв матч с командой Хорватии в Лиге наций УЕФА. Встреча завершилась со счётом 6:0 в пользу испанцев.

## Статистика
По состоянию на 16 мая 2021 года
| Выступление      | Выступление      | Выступление      | Лига | Лига | Кубок страны | Кубок страны | Еврокубки | Еврокубки | Остальные | Остальные | Итого | Итого |
| Клуб             | Лига             | Сезон            | Игры | Голы | Игры         | Голы         | Игры      | Голы      | Игры      | Голы      | Игры  | Голы  |
| ---------------- | ---------------- | ---------------- | ---- | ---- | ------------ | ------------ | --------- | --------- | --------- | --------- | ----- | ----- |
| Валенсия         | Примера          | 2012/13          | 0    | 0    | 1            | 0            | 0         | 0         | 0         | 0         | 1     | 0     |
| Валенсия         | Примера          | 2013/14          | 1    | 0    | 0            | 0            | 3         | 0         | 0         | 0         | 4     | 0     |
| Валенсия         | Примера          | 2014/15          | 35   | 1    | 2            | 1            | 0         | 0         | 0         | 0         | 37    | 2     |
| Валенсия         | Примера          | 2015/16          | 20   | 0    | 5            | 1            | 11        | 0         | 0         | 0         | 36    | 1     |
| Валенсия         | Примера          | 2016/17          | 27   | 1    | 3            | 0            | 0         | 0         | 0         | 0         | 30    | 1     |
| Валенсия         | Примера          | 2017/18          | 34   | 0    | 4            | 0            | 0         | 0         | 0         | 0         | 38    | 0     |
| Валенсия         | Примера          | 2018/19          | 35   | 1    | 5            | 0            | 9         | 0         | 0         | 0         | 49    | 1     |
| Валенсия         | Примера          | 2019/20          | 24   | 0    | 1            | 0            | 6         | 0         | 1         | 0         | 32    | 0     |
| Валенсия         | Примера          | 2020/21          | 33   | 1    | 1            | 0            | 0         | 0         | 0         | 0         | 34    | 1     |
| Валенсия         | Итого            | Итого            | 209  | 4    | 22           | 2            | 29        | 0         | 1         | 0         | 261   | 6     |
| Всего за карьеру | Всего за карьеру | Всего за карьеру | 209  | 4    | 22           | 2            | 29        | 0         | 1         | 0         | 261   | 6     |

## Достижения
«Валенсия»
- Обладатель Кубка Испании: 2018/19